# Karol August Heylman
Karol August Heylman (ur. 7 września 1796 w Poznaniu, zm. 9 września 1872 w Warszawie) – prawnik, doktor nauk prawnych, sędzia.

## Życiorys
Karol August był synem Samuela i Anny Marii z domu Kauschke, ewangelików. Ukończył Liceum Warszawskie i podjął w roku 1815 studia prawnicze w Berlinie i Getyndze, które ukończył w roku 1818 ze stopniem doktora obojga praw. 
Po powrocie do Polski Heylman otrzymał po latach aplikacji w sądach Królestwa Kongresowego stanowisko sędziego (1837), a następnie (1861) wiceprezesa Sądu Apelacyjnego w Warszawie. Od tego roku był również członkiem Rady Stanu Królestwa Kongresowego. Jednocześnie był aktywistą  Konsystorza Kościoła Ewangelicko-Augsburskiego w Królestwie Polskim.
Był jednym z niewielu prawników Królestwa Kongresowego, którzy przejawiali zainteresowania naukowe. W roku 1848 otrzymał doktorat honoris causa Uniwersytetu Jagiellońskiego. Interesował się najbardziej prawem cywilnym i proponował unowocześnienie wielu przestarzałych przepisów, często wbrew oporom bardziej konserwatywnych prawników i członków społeczeństwa.
Zmarł nie założywszy rodziny i został pochowany na cmentarzu ewangelicko-augsburskim w Warszawie (al. C nr 46).

## Publikacje
Niektóre prace Karola Augusta Heylmana:
- O wolności druku, Warszawa 1831
- O sądownictwie w Królestwie Polskim,  Warszawa 1834
- Historia organizacji sądownictwa w Królestwie Polskim, Warszawa 1867